# Lindenberg (Schlüchtern)
Lindenberg ist eine historische Hofanlage südwestlich der Stadt Schlüchtern im Main-Kinzig-Kreis in Hessen.

## Geografische Lage
Der Hof liegt 260 m über NN in der Gemarkung Hohenzell in Schlüchtern, etwa 1,2 km westlich von Hohenzell entfernt.

## Geschichte

### Mittelalter
Der Hof war ehemals ein Klostergut des Klosters Schlüchtern mit einer 1386 geweihten Kapelle, die zur Pfarrei Hohenzell gehörte. 1323 wurde der Hof als Lyndenberg genannt und 1325 von Ulrich II. von Hanau dem Kloster Schlüchtern geschenkt. Laut einer beglaubigten Abschrift des Originaldokuments sei dies aber erst am 8. August 1326 erfolgt.  
Im Spätmittelalter gehörte das Kloster zum Einflussbereich der Grafschaft Hanau. Es  begab sich 1457 endgültig in die Schutzherrschaft der Grafschaft Hanau, seit 1458: Grafschaft Hanau-Münzenberg. Dort war es dem Amt Schlüchtern zugeordnet.

### Neuzeit
Die Grafschaft Hanau-Münzenberg schloss sich in der Reformation zunächst der lutherischen Konfession an, ab 1597 war sie reformiert. 1538 gehört der Hof zum hanauischen Gericht Schlüchtern.
Mit dem Tod des letzten Hanauer Grafen, Johann Reinhard III., fiel Lindenberg 1736 mit der ganzen Grafschaft Hanau-Münzenberg an die Landgrafschaft Hessen-Kassel, aus der 1803 das Kurfürstentum Hessen wurde.
Während der napoleonischen Zeit stand Lindenberg ab 1806 unter französischer Militärverwaltung, gehörte 1807–1810 zum Fürstentum Hanau und dann von 1810 bis 1813 zum Großherzogtum Frankfurt, Departement Hanau. Anschließend fiel es wieder an das Kurfürstentum Hessen zurück. Nach der Verwaltungsreform des Kurfürstentums Hessen von 1821, im Rahmen derer Kurhessen in vier Provinzen und 22 Kreise eingeteilt wurde, gehörte Lindenberg zum Landkreis Schlüchtern. 1822 wurde die zum ehemaligen Klosterhof Lindenberg gehörende Kapelle abgerissen. 1866 wurde das Kurfürstentum nach dem Preußisch-Österreichischen Krieg von Preußen annektiert und ist nach dem Zweiten Weltkrieg Bestandteil des Bundeslandes Hessen geworden. Lindenberg wechselte entsprechend die Verwaltungen, denen es zugehörte. 1928 erfolgte die Auflösung des Gutsbezirks Lindenberg und die Eingemeindung der Grundstücke nach Hohenzell.

### Einwohnerentwicklung
- 1538: 1 Steuernder
- 1753: 1 Haushaltung mit 6 Bewohnern
- 1895: 1 Haushaltung mit 12 Bewohnern